# 國際密碼討論年會

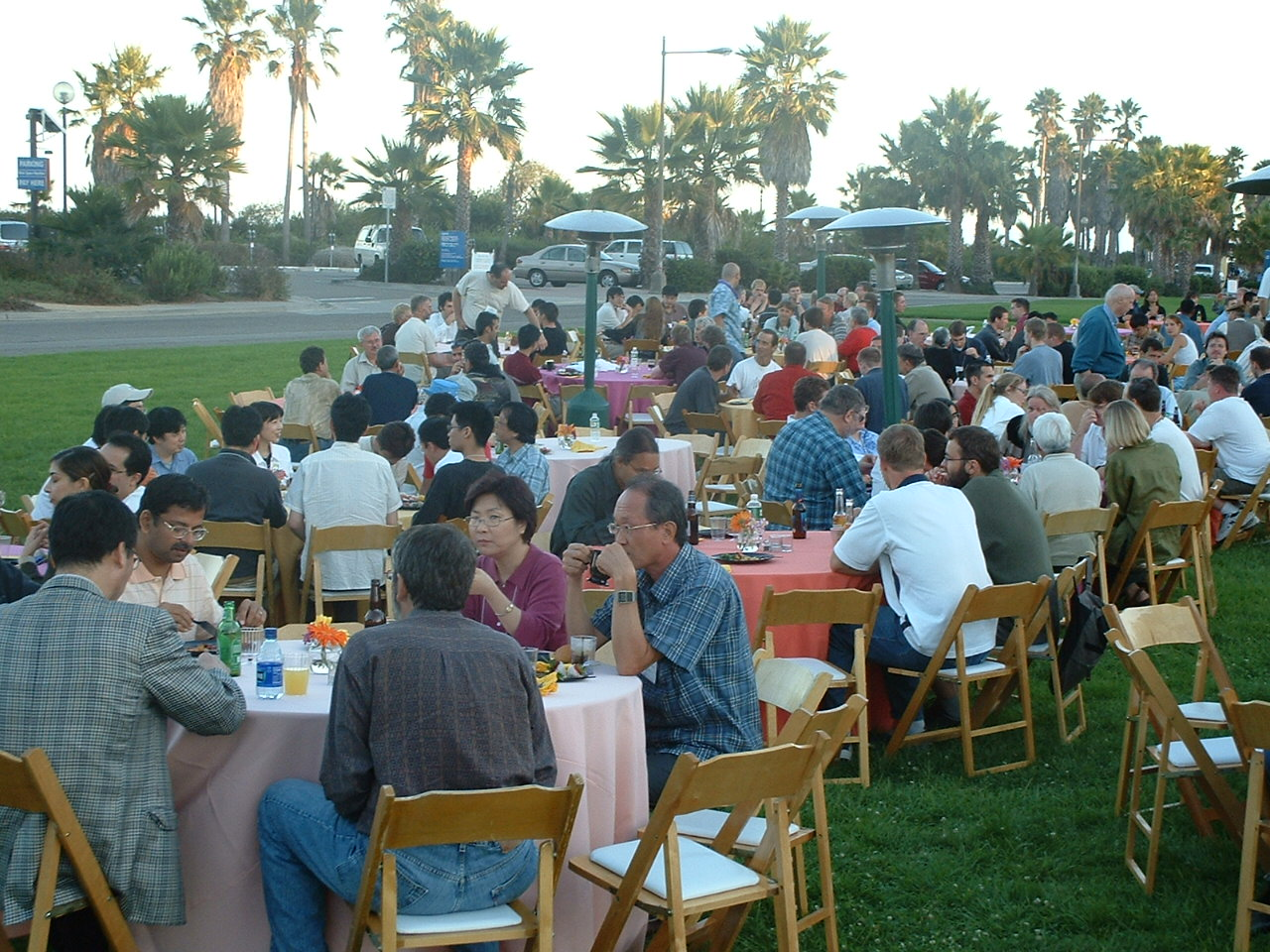
CRYPTO 2003 会议招待会

CRYPTO 是國際密碼討論年會（Annual International Cryptology Conference）的常用英文縮寫。它是密碼學中最大的研討會，由國際密碼學研究學會 (IACR) 所召開。每年八月在美国加州大学圣塔芭芭拉分校举办，1981年为第一届。

## 外部連結
- CRYPTO 2004 （页面存档备份，存于）
- 過去 CRYPTO 會議的討論目錄 （页面存档备份，存于）